# Острушанка
Острушанка (пол. Ostruszanka) — гірська річка в Польщі, у Тарновському повіті Малопольського воєводства. Права притока Білої, (басейн Балтійського моря).

## Опис
Довжина річки 7,46 км, площа басейну водозбору 12,02  км², найкоротша відстань між витоком і гирлом — 5,3  км, коефіцієнт звивистості річки — 1,41 . Формується багатьма безіменними струмками та частково каналізована у місті Ценжковіце.

## Розташування
Бере початок у селі Тужа на висоті 350 м над рівнем моря (гміна Жепенник-Стшижевський). Тече переважно на північний захід через Острушу і у Ценжковіце впадає у річку Білу, праву притоку Дунайця.

## Цікаві факти
- У селі Ценжковіце на лівому березі річки розташовані Водоспад Відьми (Водоспад Ценжковіца) та природний заповідник Скам'яніле Місто

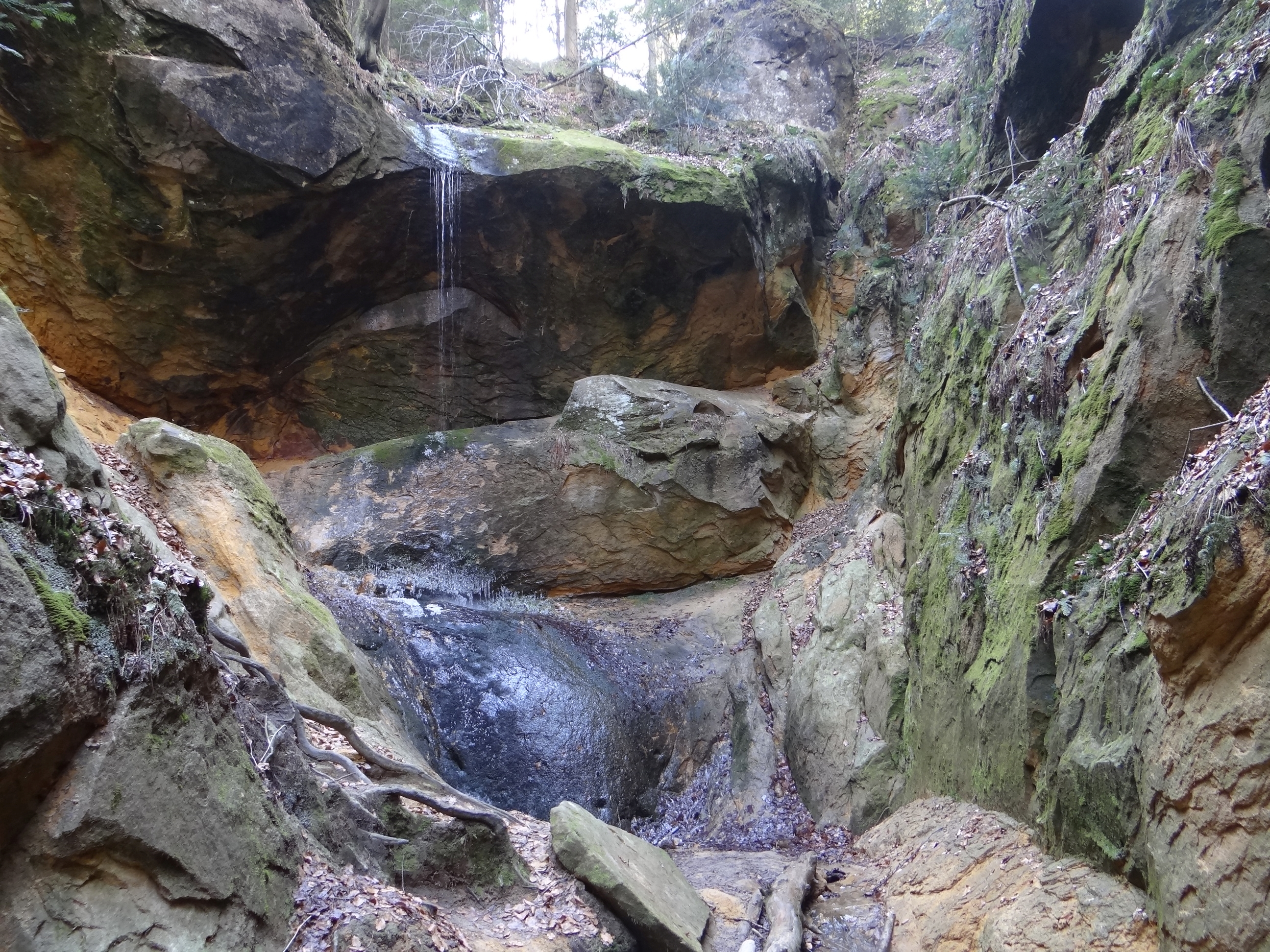
Водоспад Відьми на безіменній притоці Острушанки